# Elimia capillaris
Elimia capillaris är en snäckart som först beskrevs av I. Lea 1861.  Elimia capillaris ingår i släktet Elimia och familjen Pleuroceridae. IUCN kategoriserar arten globalt som sårbar. Inga underarter finns listade i Catalogue of Life.